# 久喜市
久喜市（日语：／ Kuki shi */?）是一個位於日本埼玉縣東部的城市，於2010年（平成22年）3月23日由原有的久喜市與北葛飾郡鷲宮町、栗橋町和南埼玉郡菖蒲町合併而成。

## 交通

### 鐵路
東日本旅客鐵道
- 宇都宮線（東北本線）：久喜站－東鷲宮站－栗橋站

東武鐵道
- 伊勢崎線：久喜站－鷲宮站
- 日光線：南栗橋站－栗橋站

南栗橋站北側為東武鐵道南栗橋車輛管區，區內設有南栗橋工場，負責伊勢崎線和日光線列車的各種檢查。
未成線
- 幸手鐵道：計畫來往久喜和西關宿（當時屬豐岡村範圍，現屬幸手市範圍）的鐵路
- 埼玉鐵道：計畫來往久喜和鴻巢的鐵路
- 久喜筑波鐵道：計畫來往久喜和幸手、向境（原東葛飾郡關宿町，現野田市）的鐵路
- 東京外郭環狀線：計畫三條路線，分別是來往土浦和飯能、來往水海道和佐貫及來往境町和佐野的鐵路

### 巴士
- 朝日自動車：經營來往久喜站西口和菖蒲地區，及來往久喜站東口和久喜青葉住宅區的路線。
- 大和觀光自動車（大和巴士）：經營來往久喜站西口和久喜菖蒲工業區、清久工業區的路線。
- 茨城急行自動車：來往栗橋站東口和茨城縣古河市古河站的路線。
- 平成企業（平成巴士）：來往菖蒲地區北部Mallage菖蒲中央口和北本市北本站東口的路線。
- 市內循環巴士（原久喜市）：現時委託協同觀光巴士經營7條市內路線，於周日不提供服務。所有路線均以載客量為33人的中型特低底盤巴士提供服務。

### 計程車
久喜市在「縣南東部交通圈」計程車經營範圍內。該範圍還包括春日部市、草加市、越谷市、八潮市和幸手市。以下是在該區經營的計程車公司：

| - 魚利計程車 - 栗橋計程車 - 野本計程車 - 鷲宮計程車 | - MK企劃 - MK Heart - 上河原觀光 - 久喜計程車 | - 三協交通 - 增田計程車 - 菖蒲計程車 |

### 道路
高速道路
- 東北自動車道久喜交流道

一般國道
- 國道4號
- 國道122號
- 國道122號 騎西菖蒲繞道
- 國道125號

主要地方道
- 埼玉縣道3號埼玉栗橋線
- 埼玉縣道12號川越栗橋線
- 埼玉縣道60號羽生外野栗橋線
- 埼玉縣道77號行田蓮田線
- 埼玉縣道78號春日部菖蒲線
- 埼玉縣道84號羽生栗橋線
- 埼玉縣道85號春日部久喜線
- 埼玉縣道87號上尾久喜線

一般縣道
- 埼玉縣道146號六万部久喜停車場線
- 埼玉縣道147號栗橋停車場線
- 埼玉縣道151號久喜騎西線
- 埼玉縣道152號加須幸手線（包括繞道）
- 埼玉縣道153號幸手久喜線
- 埼玉縣道162號蓮田白岡久喜線
- 埼玉縣道268號西關宿栗橋線
- 埼玉縣道310號笠原菖蒲線
- 埼玉縣道312號下石戶上菖蒲線
- 埼玉縣道313號北根菖蒲線
- 埼玉縣道316號阿佐間幸手線
- 埼玉縣道396號下早見菖蒲線
- 埼玉縣道410號鷲宮停車場線

建設中道路
- 首都圈中央連絡自動車道

## 本市出身人物
- 戶賀崎暉芳－江戶時代劍術家（神道無念流）
- 柚木秀夫－前職業棒球手（南海、巨人）
- 文月美世－前寶塚歌劇團成員
- 西谷尚德－職業棒球手（樂天、阪神內野手）
- 西谷有統－俳優
- 折原一－作家
- 岡安讓－關西電視台主播
- 高柳出己－前職業棒球手
- 早川美幸－靜岡第一電視台主播
- 尾山憲一－讀賣電視台主播
- 小林孝司－NHK主播
- 大輪教授－第5屆搞笑藝人R1決賽參賽者，最終獲第8名
- 津田琢磨－職業足球員（甲府風林）
- 本多靜六－林学博士
- 榎本茂昭－花窗玻璃藝術家
- 石堂和人－足球員
- 武重聖一－俳優
- 森岡洋一郎－現任日本眾議員（選區為本市所屬的埼玉13區）
- 塚原亞由子－電視劇導演
- 市川美織－ 日本女子偶像團體 NMB48 Team N 成員

### 曾居住本市的人物
- 足利政氏-日本戰國时代古河公方
- 池田昌廣－職業足球員（湘南比馬）
- 中島敦－作家。1歲時生母逝世，2歲－7歲時由祖父中島撫山撫養。
- 森山周一郎－出身於愛知縣犬山市，現居於本市的演員。
- 安岡優－出身於福岡縣福岡市東區的歌手（ゴスペラーズ），小學生時曾居於本市。
- 佐佐木彩子－鋼琴家
- 中島撫山－漢學家，中島敦的祖父。雖於江戶出生，但居於本市，並於市內開辦漢學學校「幸魂教舍」。逝世後葬於市內的光明寺。
- 佐藤遼子－作家

## 外部連結
- 市政府網站 （页面存档备份，存于）（日語）
- 我们久喜市民HP（页面存档备份，存于）（日語）